# 로타르 폰 리히트호펜 남작
로타르 폰 리히트호펜 남작(독일어: Baron Lothar Siegfried von Richthofen, 1894년 9월 27일 ~ 1922년 7월 4일)은 독일 제국의 군인, 에이스 전투조종사였다. 만프레트 폰 리히트호펜의 친동생이기도 하다.